# Otto Baumgart
Otto Baumgart (* 19. November 1929; † 9. April 2006) war ein deutscher Fußballspieler.
Er begann seine Karriere beim VfR Heilbronn. Zur Saison 1951/52 wechselte der Abwehrspieler zum in der Oberliga Süd spielenden VfB Stuttgart. Dort bestritt er vier Oberligaspiele, bei denen ihm ein Tor gelang. Nachdem der VfB Stuttgart am Ende der Saison Deutscher Meister wurde, Baumgart sich aber nicht durchsetzen konnte, wechselte er zurück zu seinem Heilbronner Heimatverein.

## Erfolge
- Deutscher Meister 1952